# Институционно-демократическая партия
Институционно-демократическая партия (исп. Partido Institucional Democrática; PID) — гватемальская правая партия 1960—1990-х годов. Занимала консервативные антикоммунистические позиции, была тесно связана с крупным бизнесом и армейским командованием. Поддерживала военные режимы Перальта Асурдиа, Араны Осорио, Лаухеруда Гарсиа, Лукаса Гарсиа, входила в правительства, участвовала в гражданской войне. После переворота Риоса Монтта в основном утратила влияние.

## Создание и развитие
В 1963 году в результате военного переворота к власти в Гватемале пришёл полковник Энрике Перальта Асурдиа. Его политический проект предполагал создание правоцентристской «институционной» партии — создающей политическую опору правительственных институтов, по модели мексиканской PRI. С этой целью по инициативе Перальта Асурдиа была учреждена Partido Institucional Democrática (PID).
Партию возглавлял круг консервативных предпринимателей, тесно связанных с военной элитой. В 1966 году генеральным секретарём PID стал адвокат Дональдо Альварес Руис, взгляды которого были близки к ультраправым. Под его руководством PID эволюционировала дальше вправо, вступив в альянс с Движением национального освобождения (MLN). Альварес Руис рассматривал партию как инструмент политической поддержки и правовой легитимации военных властей.
На выборах 1966 года PID намеревалась поддержать популярного политика Марио Мендеса Монтенегро, однако он скончался незадолго до выборов. Президентом был избран его младший брат Хулио Сесар Мендес Монтенегро, выступавший от той же Революционной партии (несмотря на название, PR придерживалась центристской ориентации), но под более левыми лозунгами.

## Пик и спад
В 1970 году PID в коалиции с MLN поддержала Карлоса Арану Осорио, в 1974 — Эухенио Лаухеруда, в 1978 (в коалиции с PR) — Ромео Лукаса Гарсиа. Все они занимали занимали пост президента Гватемалы. С позиций антикоммунизма PID выступала политической опорой режима в гражданской войне. Дональдо Альварес Руис в 1976—1982 был министром внутренних дел и являлся одним из главных организаторов политических репрессий.
Период президентства Лукаса Гарсиа являлся пиком политического влияния партии. Но, несмотря на это, положение PID было весьма сложным в свете раскола гватемальской правящей верхушки. Коррумпированное правление Лукаса Гарсиа вызывало недовольство в бизнес- и военных кругах.
23 марта 1982 года генерал Эфраин Риос Монтт совершил военный переворот. Риос Монтт принадлежал к иной военной группировке, нежели Лукас Гарсиа и его окружение. Деятели прежнего режима были устранены из политики. PID как структура во многом утратила позиции.

## Новые расклады и самоупразднение
На выборах в Конституционную ассамблею 1984 года PID получила 7 % голосов и 5 мандатов. На всеобщих выборах 1985 (в блоке с MLN) — 12 % и 12 мандатов. На президентских выборах партия поддержала лидера MLN Марио Сандоваля Аларкона, занявшего четвёртое место (12,5 %).
Падение влияния подтолкнуло PID в политическую орбиту Риоса Монтта. На выборах 1990 партия выступала в коалиции с Гватемальским республиканским фронтом (FRG) и Фронтом национального единства (FUN). Все 10 мандатов коалиции достались FRG. На парламентских выборах 1995 PID (в блоке с FUN) не получила ни одного мандата и на следующий год прекратила существование.